# فالار مورغوليس
فالار مورغوليس (بالإنجليزية: Valar Morghulis)‏ هي الحلقة العاشرة من الموسم الثاني من المسلسل الفانتازي صراع العروش، والمُقتبس من سلسلة روايات أغنية الجليد والنار للمؤلف جورج ر. ر. مارتن، وهي الحلقة رقم 20 من المسلسل ككل. عُرضت الحلقة لأول مرة في 3 يونيو 2012، على شبكة إتش بي أو المُنتجة للمسلسل، وكانت من كتابة ديفيد بينيوف، ودي. بي. وايس، ومن إخراج آلان تايلور.

## ملخص الحلقة
بعد المعركة، يقوم (جوفري) بتكريم المقاتلين، إذ أنه يُكرّم (اللورد باليش) ويجعل جدّه (تايوين) هو ساعد الملك، كما تتحالف عائلة (تريل) معهم وتقبل (سيرسي) أن يتزوج (جوفري) من (مارغري تريل) بدلاً من (سانسا). وتُعطي (ميليزاندر) أملاً جديداً لـ (ستانيس) بعد أن هُزم في المعركة. كما تقع (برين) في ورطة أثناء سفرها مع (جايمي) إلى «كينغ لاندينغ» ولكنهما يخرجان منها بسهولة. (كاتلين) تحاول إقناع (روب) أن الوقوع بحب (تاليسا) أمر خطير ومنافٍ للشروط التي اتفقو عليها مع (اللورد والدر)، ولكنه لا يستمع لكلامها ويقوم بالزواج من تلك الممرضة. أما في «كارث»، فتجد (دينريس) تنانينها الثلاثة بعد دخولها في متاهة بسبب الساحر والخروج منها بسلام. تهرب (آريا) ورفاقها بسلام. ويَخرج (بران) ومن معه من مخبأهم ويجدوا بأن كل من في المدينة مقتولون. ووراء الجدار، يقوم (جون) بقتل رفيقه للإثبات للهمج بأنه أصبح تابعاً لهم. وفي آخر مشهد، يظهر الموتى الأحياء سائرون وسط الجليد،

## الإنتاج
سيناريو الحلقة كان من كتابة ديفيد بينيوف، ودي. بي. وايس، وأُختير آلان تايلور لإخراجها. كان جوناثان فريمان ‏ مديرًا لتصوير الحلقة، وفرانسيس باركر محررةً لها، أما موسيقى الحلقة التصويرية فكانت من تلحين رامين جوادي.

## نسب المشاهدة
| الموسم | الموسم | رقم الحلقة | رقم الحلقة | رقم الحلقة | رقم الحلقة | رقم الحلقة | رقم الحلقة | رقم الحلقة | رقم الحلقة | رقم الحلقة | رقم الحلقة | المتوسط |
| الموسم | الموسم | 1          | 2          | 3          | 4          | 5          | 6          | 7          | 8          | 9          | 10         | المتوسط |
| ------ | ------ | ---------- | ---------- | ---------- | ---------- | ---------- | ---------- | ---------- | ---------- | ---------- | ---------- | ------- |
|        | 1      | 2.22       | 2.20       | 2.44       | 2.45       | 2.58       | 2.44       | 2.40       | 2.72       | 2.66       | 3.04       | 2.52    |
|        | 2      | 3.86       | 3.76       | 3.77       | 3.65       | 3.90       | 3.88       | 3.69       | 3.86       | 3.38       | 4.20       | 3.80    |
|        | 3      | 4.37       | 4.27       | 4.72       | 4.87       | 5.35       | 5.50       | 4.84       | 5.13       | 5.22       | 5.39       | 4.97    |
|        | 4      | 6.64       | 6.31       | 6.59       | 6.95       | 7.16       | 6.40       | 7.20       | 7.17       | 6.95       | 7.09       | 6.84    |
|        | 5      | 8.00       | 6.81       | 6.71       | 6.82       | 6.56       | 6.24       | 5.40       | 7.01       | 7.14       | 8.11       | 6.88    |
|        | 6      | 7.94       | 7.29       | 7.28       | 7.82       | 7.89       | 6.71       | 7.80       | 7.60       | 7.66       | 8.89       | 7.69    |
|        | 7      | 10.11      | 9.27       | 9.25       | 10.17      | 10.72      | 10.24      | 12.07      | غ/م        | غ/م        | غ/م        | 10.26   |
|        | 8      | 11.76      | 10.29      | 12.02      | 11.80      | 12.48      | 13.61      | غ/م        | غ/م        | غ/م        | غ/م        | 11.99   |

## وصلات خارجية
- فالار مورغوليس على موقع IMDb (الإنجليزية)
- فالار مورغوليس على موقع ميتاكريتيك (الإنجليزية)
- فالار مورغوليس على موقع روتن توميتوز (الإنجليزية)
- فالار مورغوليس على موقع أول موفي (الإنجليزية)